# 蒙泰斯庞
蒙泰斯庞（法語：Montespan，法語發音：[mɔ̃tɛspɑ̃]）是法国上加龙省的一个市镇，属于圣戈当区。

## 地理
蒙泰斯庞（43°5'6"N, 0°51'15"E）面积12.57 平方千米，位于法国奧克西塔尼大區上加龙省，该省份为法国西南部内陆省份，西南端与西班牙接壤，自此顺时针与上比利牛斯省、热尔省、塔恩-加龙省、塔恩省、奥德省和阿列日省接壤。
与蒙泰斯庞接壤的市镇（或旧市镇、城区）包括：博沙洛、菲加罗勒、冈蒂、拉巴特伊纳尔、潘蒂斯伊纳尔、鲁埃德。

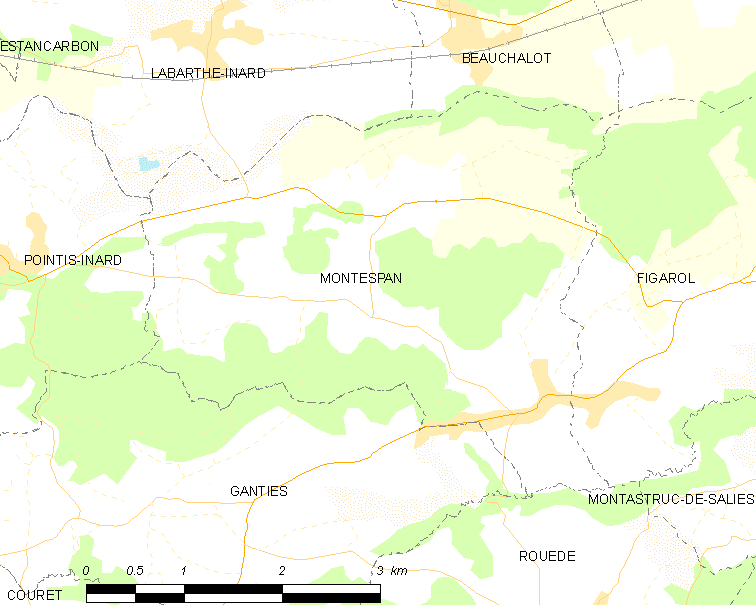
蒙泰斯庞的OSM定位图

蒙泰斯庞的时区为UTC+01:00、UTC+02:00（夏令时）。

## 行政
蒙泰斯庞的邮政编码为31260，INSEE市镇编码为31372。

## 政治
蒙泰斯庞所属的省级选区为巴涅尔德吕雄县。

## 人口

1962-2008年间蒙泰斯庞人口变化图示

蒙泰斯庞于2022年1月1日时的人口数量为466人。